# Желтобрюхий венилиорнис
Желтобрюхий венилиорнис (лат. Veniliornis dignus) — вид птиц из семейства дятловых.

## Распространение
Обитают в северо-западной части Южной Америки (населяют часть территории Венесуэлы, Колумбии, Эквадора и Перу).

## Описание
Длина тела 15—18 см. У самца красные корона и задняя часть шеи. Радужная оболочка красноватая, ноги и клюв серые. Верхняя часть тела оливково-зелёная. Хвост птицы тёмный, нижние части тела желтоватые. Лицо серое, над и под глазами имеются белые полосы.

## Биология
Охотятся на беспозвоночных. Представителей вида редко видят ниже 1700 м над уровнем моря. Считается, что они гнездятся в период с марта по август.
МСОП присвоил виду охранный статус LC.